# 江月寺
江月寺（こうげつじ）は岐阜県羽島郡岐南町徳田にある如意輪観音菩薩を本尊とする臨済宗妙心寺派（東海派天球院下）の寺院で、山号は大猷山。美濃郡代ゆかりの寺で、美濃四国30番札所となっている。
元和4年（1618年）に月庭宗徹により開かれる。創建時は大祐庵と称していたが、徳川家光の法号と読みが同じであったため、それを憚り現在の寺号に改めたと伝わる。
宝暦年間に大般若経を納める経堂が建立され、美濃郡代の青木安清より経典の転読を行うことを指図されている。寛政4年（1792年）、大敬和尚代に地蔵堂を建立。更に7世住持要明代に弘法堂を建立した。
歴代美濃郡代と関係が深い。
美濃郡代13代、千種清右衛門直豊が寺の藤の見物に訪れている。
美濃郡代21代、松下内匠堅徳の五男、松下照国の墓がある。
美濃郡代24代、岩田鍬三郎より金100疋の寄進を受けその次男、岩田通久の墓が建立された。
ほかに、美濃郡代より下された書状を所蔵する。